# Taihu
Taihu (en chino, 太湖; pinyin, Tài·Hú) es un condado  bajo la administración directa de la Prefectura Anqing en la Provincia de Anhui, República Popular China.  Su área es de 2039 km² y su población total para 2010 superó los 500 mil habitantes. 

## Administración
Desde julio de 2020, el  Condado Taihu se divide en 15 pueblos que se administran en 10 poblados y 5  villas.

## Toponimia
El nombre está formado por los sinogramas Tai (太 grande) y Hu (湖 lago), estos se relacionan con la situación geográfica.
Registros antiguos documentan que anteriormente había cinco lagos dispersos llamados; Da (大), Xiao (小), Yangtian (仰天), Luzhong (陆钟) y Huangli (黄里), por lo que esta zona se conocía como "los grandes lagos" (太湖 Tài·Hú), para la dinastía Song se utiliza como topónimo. Aunque el nombre ha ido variando, y los lagos ya no existen, el nombre Taihu ha llegado hasta la actualidad.